# 勝利広場 (大連)

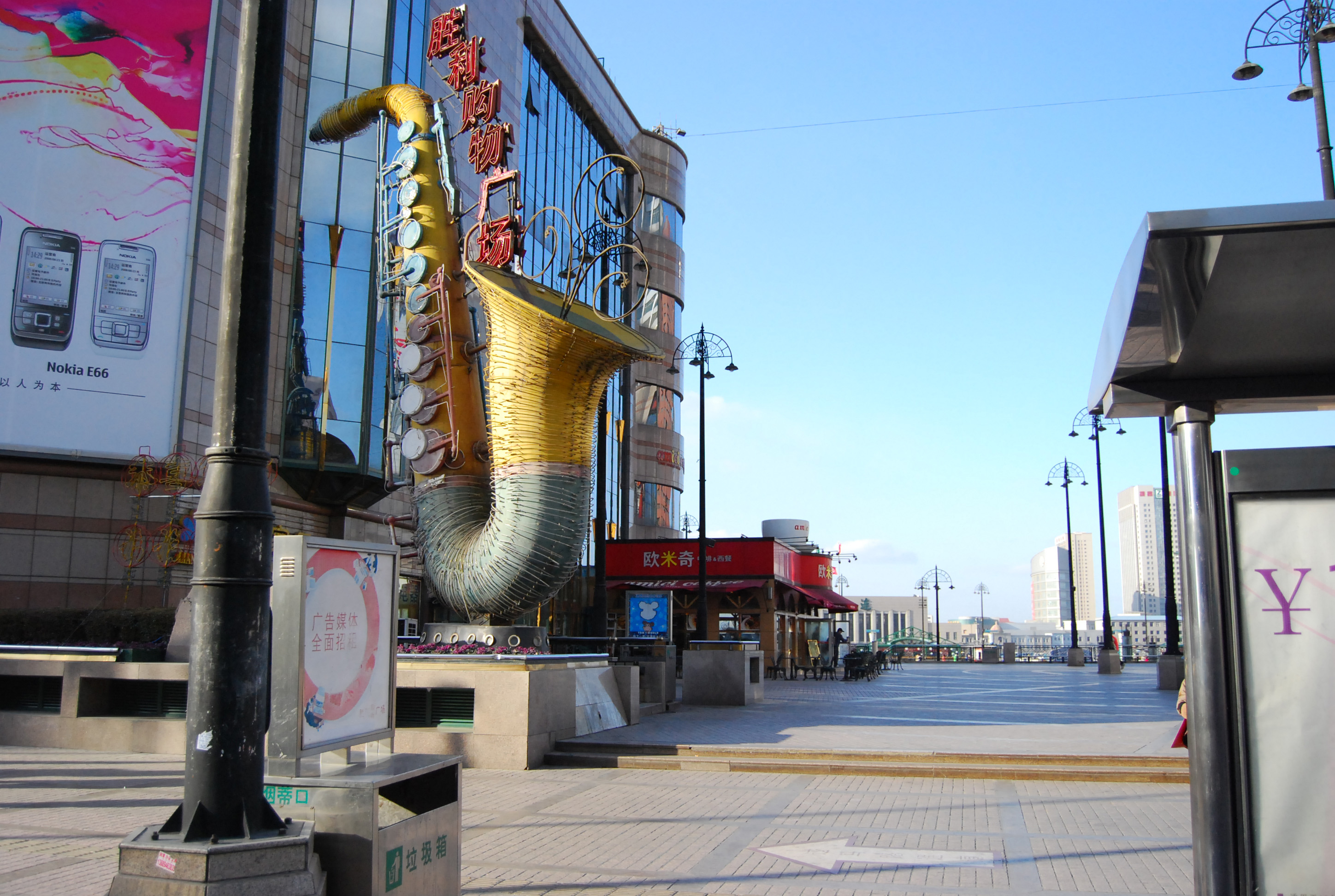
中山路（南側）から見た大連勝利広場。後方に大連駅が見える。

勝利広場（しょうりひろば、中国語: 胜利广场）は、中国の遼寧省・大連市の中心地にある広場である。北側の長江路、南側の中山路、西側の青泥窪街、東側の解放路に囲まれたほぼ正方形で、大連駅南口広場の南側に続く広場になっている。
広場の地上にはコーヒーショップなど、中山路側に国美電器、ピザハットなどがあるだけで広場になっており、地下には三階のショッピングセンターになっている。地下街から中山路下の地下道を通り、大連商場側に抜けられる。大連には勝利広場も、勝利路もあるが、特に「勝利」に関する記念碑は設置されていない。
1992年に台湾の蔡辰男が大連を視察した際にここに地下ショッピングセンターを作ることを提案し、翌年から建設を始め、1998年に完成した。

## 交通
列車は、この広場の北側にある大連駅で利用する。普蘭店、瓦房店、旅順開発区などへの中距離バスは青泥窪街から発着する。広場の南側の中山路側に以前あった市内バスの停留所は、すべて東の友好広場方面（希望広場）、または西の希望広場方面（友好広場方面）へ移動した。広場の北側の長江路では、路面電車、トロリーバスなどに乗れる。大連開発区などへの郊外電車、旅順市内や荘河への中距離バス、丹東などへの長距離バスは、大連駅南口広場から宏孚橋下で鉄道をくぐって大連駅北口へ行くと、そこから出発する。皮口などへの中距離バスは、長江路を少し西へいったところにある北崗橋バスターミナルで発着する。